# 埃德·温
以赛亚·埃德温·利奥波德（Isaiah Edwin Leopold；1886年11月9日—1966年6月19日），艺名埃德·温（Ed Wynn），是一名美国演员，以饰演丑角出名。

## 早年
他出生于宾夕法尼亚州费城的一个犹太家庭，父亲约瑟夫是一名来自波希米亞王國的女帽商，母亲明妮·格林伯格（Minnie Greenberg）来自伊斯坦布尔，拥有罗马尼亚和土耳其血统。他在费城的中央高中就读，后来离家出走，以卖帽子等为生。

## 职业生涯

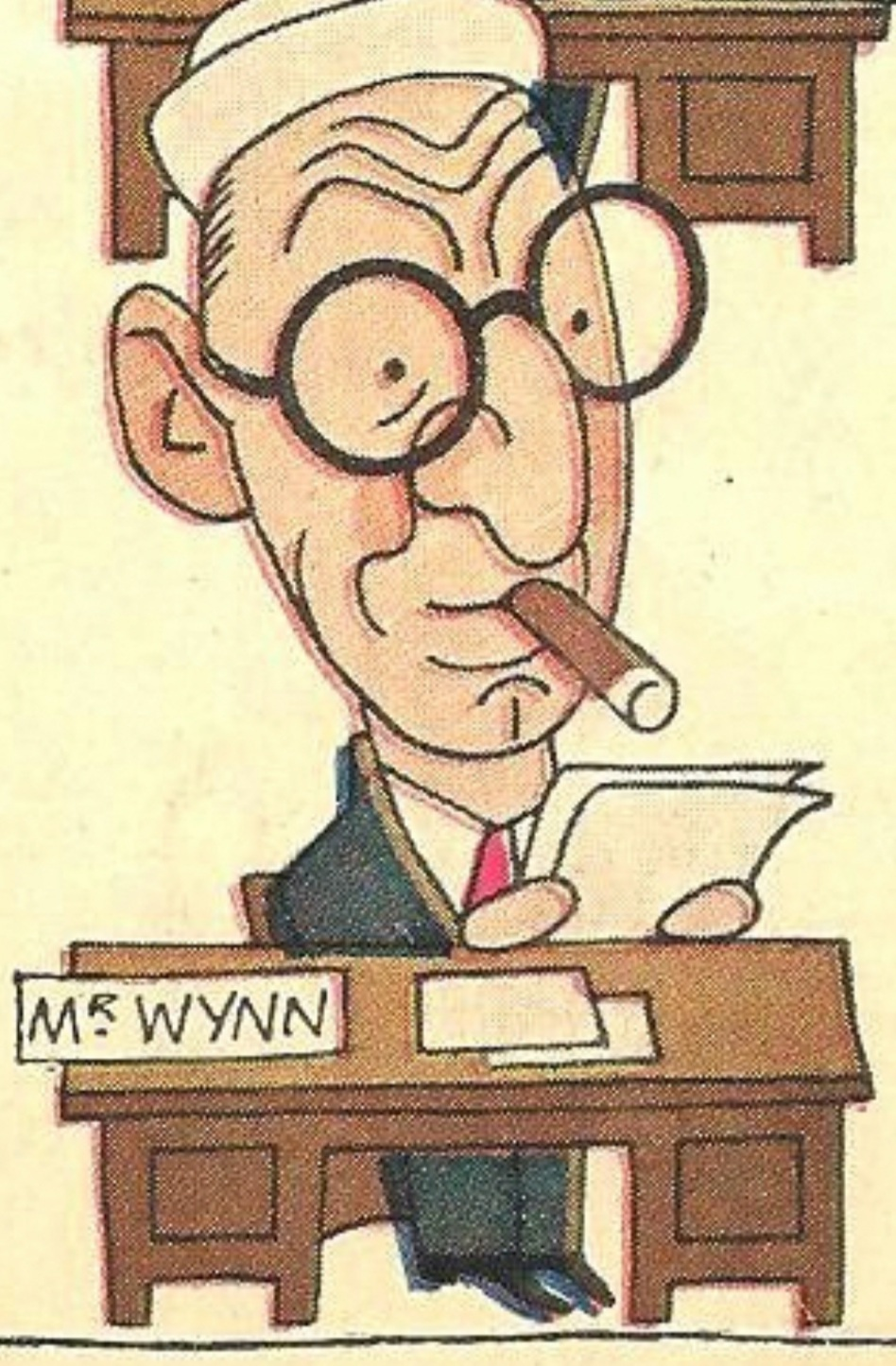
拉尔夫·巴顿的漫画，1925年

他于1903年开始歌舞杂耍表演，1914年开始成为齐格菲歌舞团的明星，以其小丑扮相和1921年的音乐剧《完美傻瓜》（The Perfect Fool）出名。1919年，他成为羔羊俱乐部（The Lambs）成员。

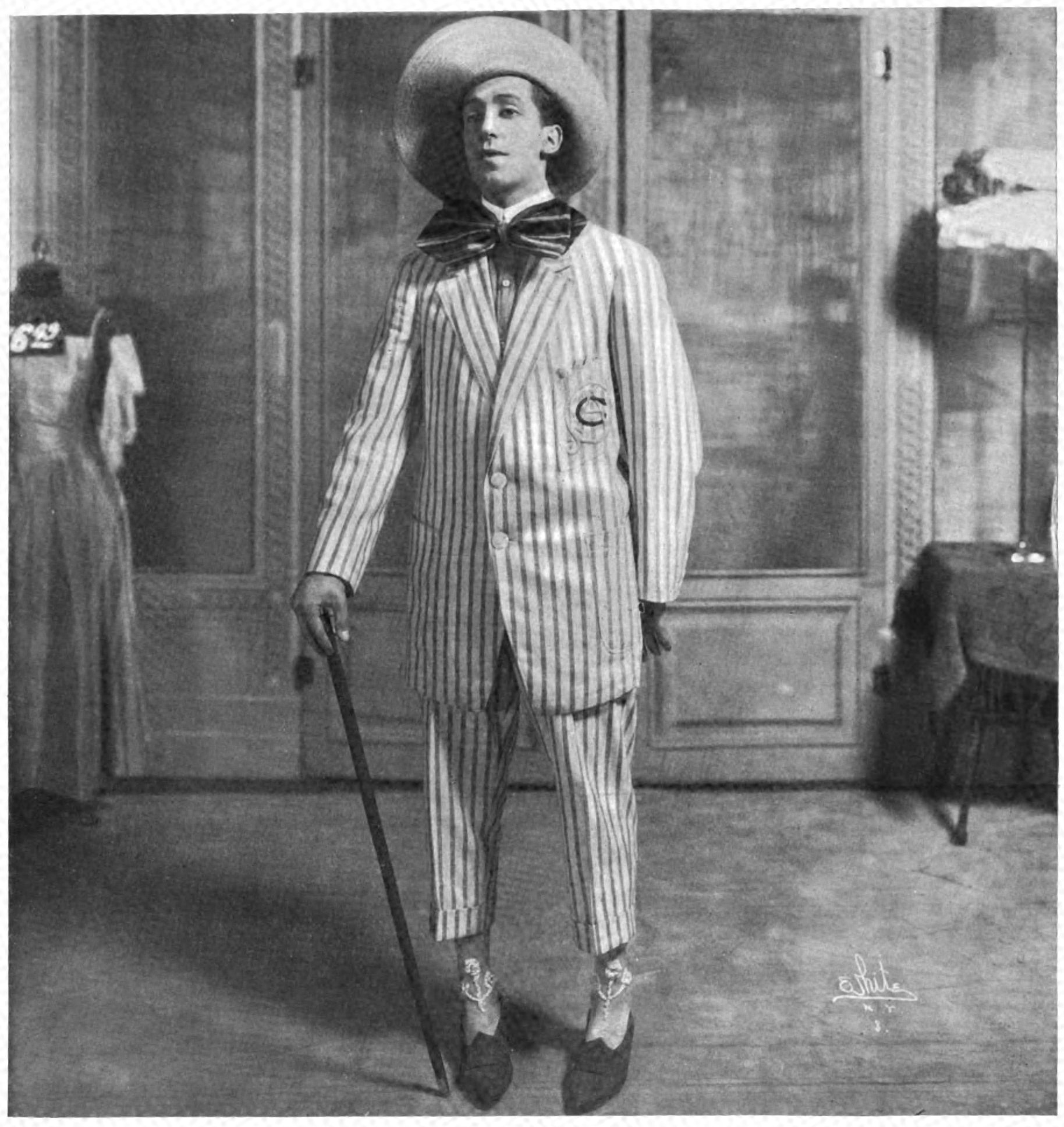
1908年饰演“Mr. Busybody”

1930年代初期，温主持了广受欢迎的广播节目《The Fire Chief》。后来还主持过电视节目《Four Star Revue》等。
此外，他还曾因出演电影《伟人》（1958）而赢得金球奖“最佳男配角”和英国电影学院奖“最佳外国男演员”提名。1959年，他又因《安妮日记》获得奥斯卡最佳男配角提名。
他也曾在迪士尼的动画中出现，如《爱丽丝梦游仙境》（1951）中疯帽子的配音，以及《欢乐满人间》（1964）中的阿尔伯特叔叔。
1966年6月19日，他在加利福尼亚州比佛利山死于食道癌，享年79岁。
据他的孙女希尔达·莱文（Hilda Levine）说，几个月后去世的華特·迪士尼是他的护柩人之一。被他发掘的雷德·斯克尔顿说：“他的死是他一生中头一次让人伤心。” 

## 遗产
其独特的声音被大量后世演员模仿，如《无敌破坏王》中的Turbo/King Candy（阿蘭·圖代克）。2013年8月10日，他被追授为迪士尼传奇。